# Centaurea aplolepa
Centaurea aplolepa — вид квіткових рослин айстрових (Asteraceae). Ендемік пн.-зх. Італії. Росте у посушливому середовищі приблизно до 500 метрів над рівнем моря.

## Біоморфологічна характеристика
Це багаторічна рослина трав'янистої або напівкущикової форми (стебло біля основи здерев'яніле, прямовисне чи висхідне, у верхній частині гіллясте). Висота коливається від 2 до 9 дм. Зазвичай присутні як прикореневі (завдовжки до 10 см), так і стеблові листки. Листки вздовж стебла зазвичай розташовані по черзі. Стеблові листки, поступово зменшені, перисті й рясні аж до квіткових голів. Поверхня листя має різну запушеність: від майже голої до сіро-повстистої. Суцвіття складаються з численних кінцевих квіткових голів (на верхівках гілок), які часто утворюють пучок. Квіткові голови утворені оболонкою яйцюватої форми (діаметром 5–12 мм) квіток двох типів: трубчасті (центральні) і язичкові (крайові). Колір квітів коливається від рожевого (або майже білого), до пурпурового та фіолетового. Андроцей містить 5 тичинок. Цвітіння: червня — серпень. Плоди — сім'янки з чубчиками. Сім'янка забарвлена в сірий або чорний колір і має довжину 2–4 мм. Папус складається з двох рядів щетинок.